# Jaroslav Horejc

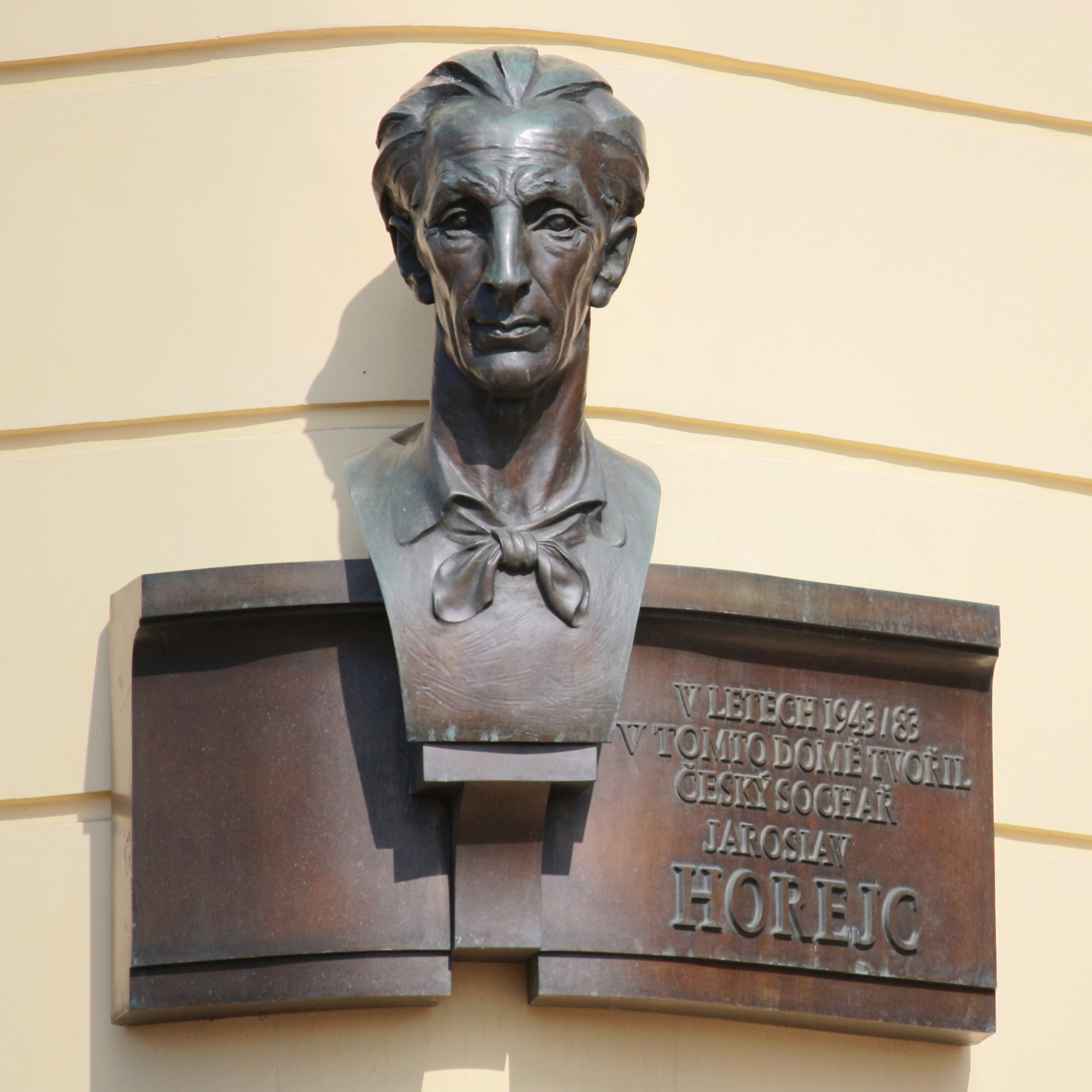
busta Jaroslava Horejce na domě v Trojické ulici v Praze, autor busty: Zdeněk J. Preclík, 1983

Jaroslav Horejc (15. června 1886, Praha – 3. ledna 1983, Praha) byl český sochař, návrhář uměleckořemeslných předmětů, šperkař a medailér, přední představitel dekorativismu art deca, a výtvarný pedagog.

## Život
Narodil se v Praze na Novém Městě v Jungmannově ulici čp. 739/II jako druhé ze tří dětí hodinářského obchodníka Aloise Horejce (1853–1927) a jeho ženy Františky, rozené Suché (*1859). Mladší sestra Marie zemřela ve 12 letech, starší bratr Jan v 36 letech. Ve čtrnácti letech ho rodiče přivedli do litografické dílny, odkud po několika týdnech odešel do učení na gravírníka (rytce kovů) a cizeléra na Odborné škole pro klenotníky, zlatníky, stříbrníky, ryjce kovu a pasíře v Praze. Ve volném čase navštěvoval kurzy dalších řemesel. V letech 1906 až 1910 studoval na pražské Uměleckoprůmyslové škole u Emanuela Nováka, Stanislava Suchardy a Josefa Drahoňovského. Pro zajištění financí pracoval při studiu jako štukatér při výzdobě novostaveb.
V roce 1918 byl na Uměleckoprůmyslové škole jmenován profesorem, vedl ateliér pro umělecké zpracování kovů. V roce 1948 odešel do důchodu, ale zůstal i nadále umělecky činným. V letech 1943 - 1983 bydlel a pracoval v Podskalí v domě čp. 386/II na rohu Trojické ulice a Rašínova nábřeží, kde je umístěna jeho pamětní deska s bronzovou portrétní bustou.
Je pohřben na Olšanských hřbitovech (část 004, oddělení 10, číslo hrobu 128). Dědičkou autorských práv k dílu Jaroslava Horejce je Dagmar Dományová.

### Spolková činnost
- člen sdružení Artěl (od 1909)
- člen Spolku výtvarných umělců Mánes (od 1911)
- člen Svazu československého díla (od 1914)
- člen pražské zednářské lóže Sibi et posteris[zdroj?]

### Ocenění
- Roku 1966 byl jmenován zasloužilým umělcem

Jaroslav Horejc: Mříž jižního portálu katedrály sv. Víta, (1930–1955, Praha)

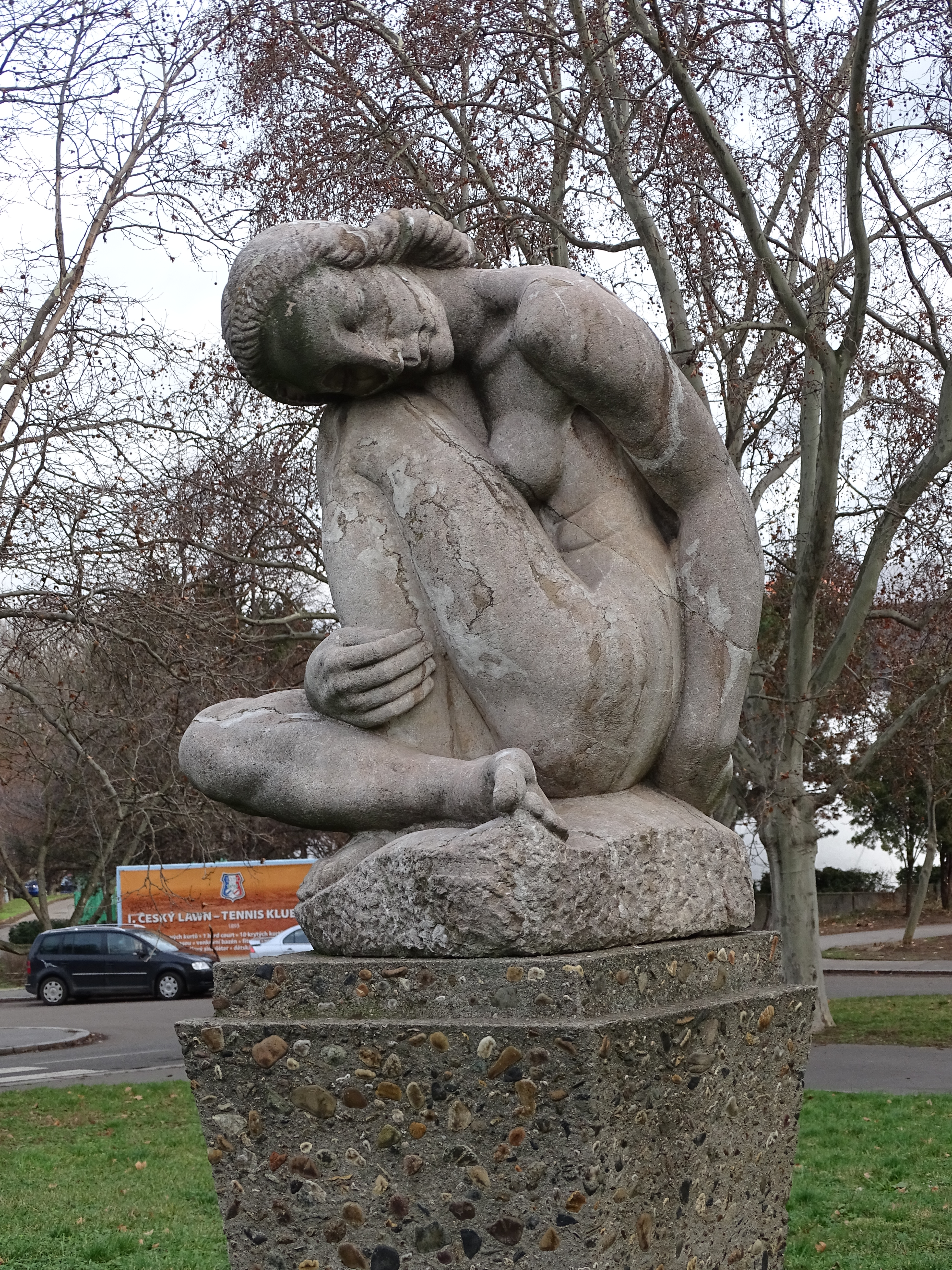
Jaroslav Horejc: Sedící dívka (1965, Praha-Štvanice)

- Byl nositelem Řádu práce[2]

## Dílo
Je předním představitelem českého art deca. Jeho rané práce stylem vycházejí ze secese, brzy se přiklonil k novoklasicismu a vytvořil si charakteristickou stylizaci protáhlé a přitom zavalité lidské figury s oválným obličejem, štěrbinovýma očima a úzkým nosem (Orfeus).
Často spolupracoval s architekty.

### Příklady výtvarných děl
- kamenné domovní znamení U kamenného stolu na novostavbě domu čp. 550/II v Praze na Karlově náměstí (1911)
- Dvě travertinové alegorické sochy žen pro fasádu budovy čp. 376/II Ministerstva zdravotnictví v Zítkových sadech a jedna socha na spojující zdi budovy čp. 375/II Ministerstva práce a sociálních věcí na Palackého náměstí v Praze (architekt Bohumil Hübschmann), Praha 2 (1929)
- Dřevěná oltářní plastika v Kůrové kapli katedrály Sv. Víta, Praha (1929)[7]
- Poslední soud - reliéf pro schodiště kolumbária, Husův sbor (Vinohrady) v Praze 2, (1956)
- Reliéf Madony s dítětem na náhrobku rodiny Bedřicha Spáčila na kroměřížském hřbitově[8]
- Výzdoba katedrály sv. Víta v Praze: tři bronzové figurálními motivy z legendy o sv. Ludmile na vstupní mříži kaple sv. Ludmily a 12 na Zlaté bráně katedrály sv. Víta;[9]

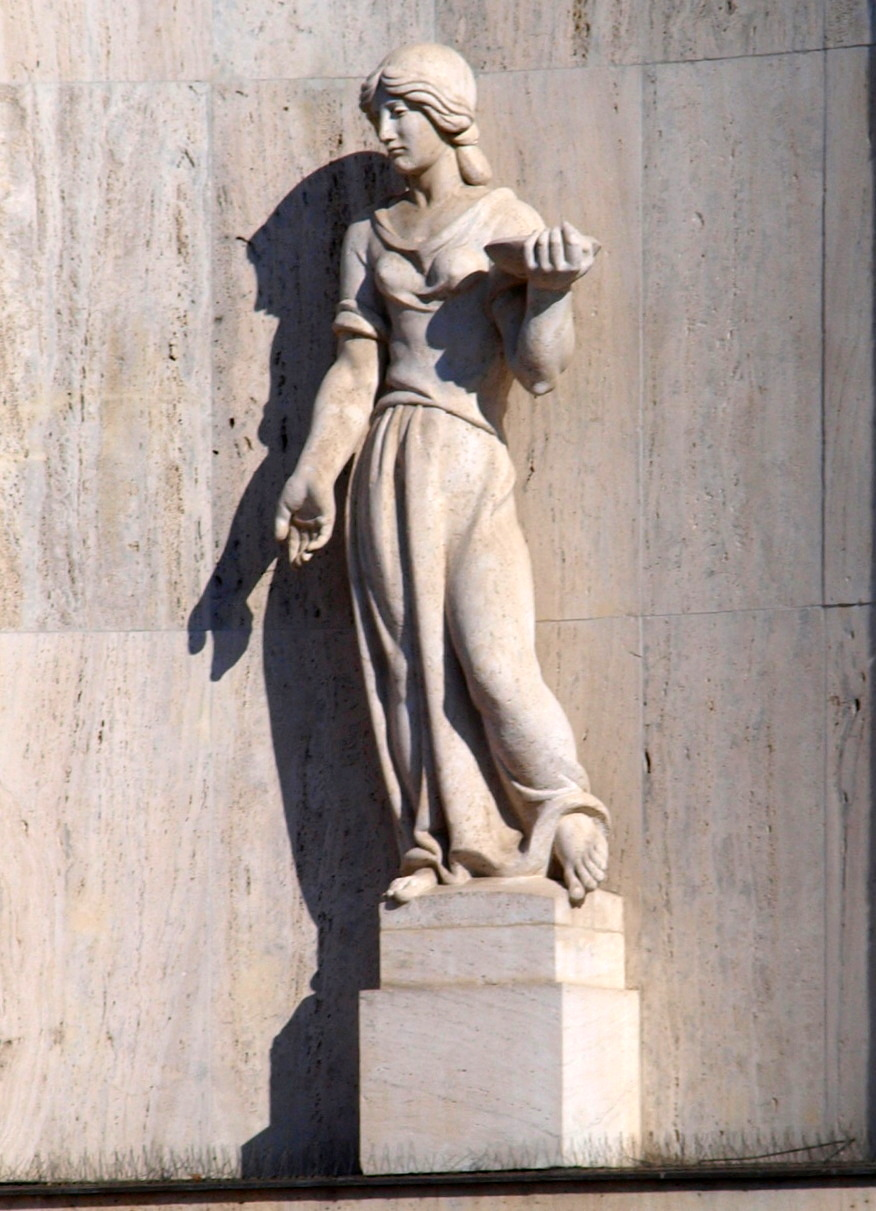
Socha z průčelí ministerstva práce, (1929) Praha 2 – Palackého náměstí

### Umělecké mříže
- 12 figurálních kompozic zemědělských prací roku pro mříž jižního portálu Zlaté brány katedrály Sv. Víta v Praze (1930–1955), autorem návrhu nříže byl arch. Jan Sokol[7]
- 3 figurální kompozice na mříži kaple sv. Ludmily v katedrále sv. Víta (1938)[7]

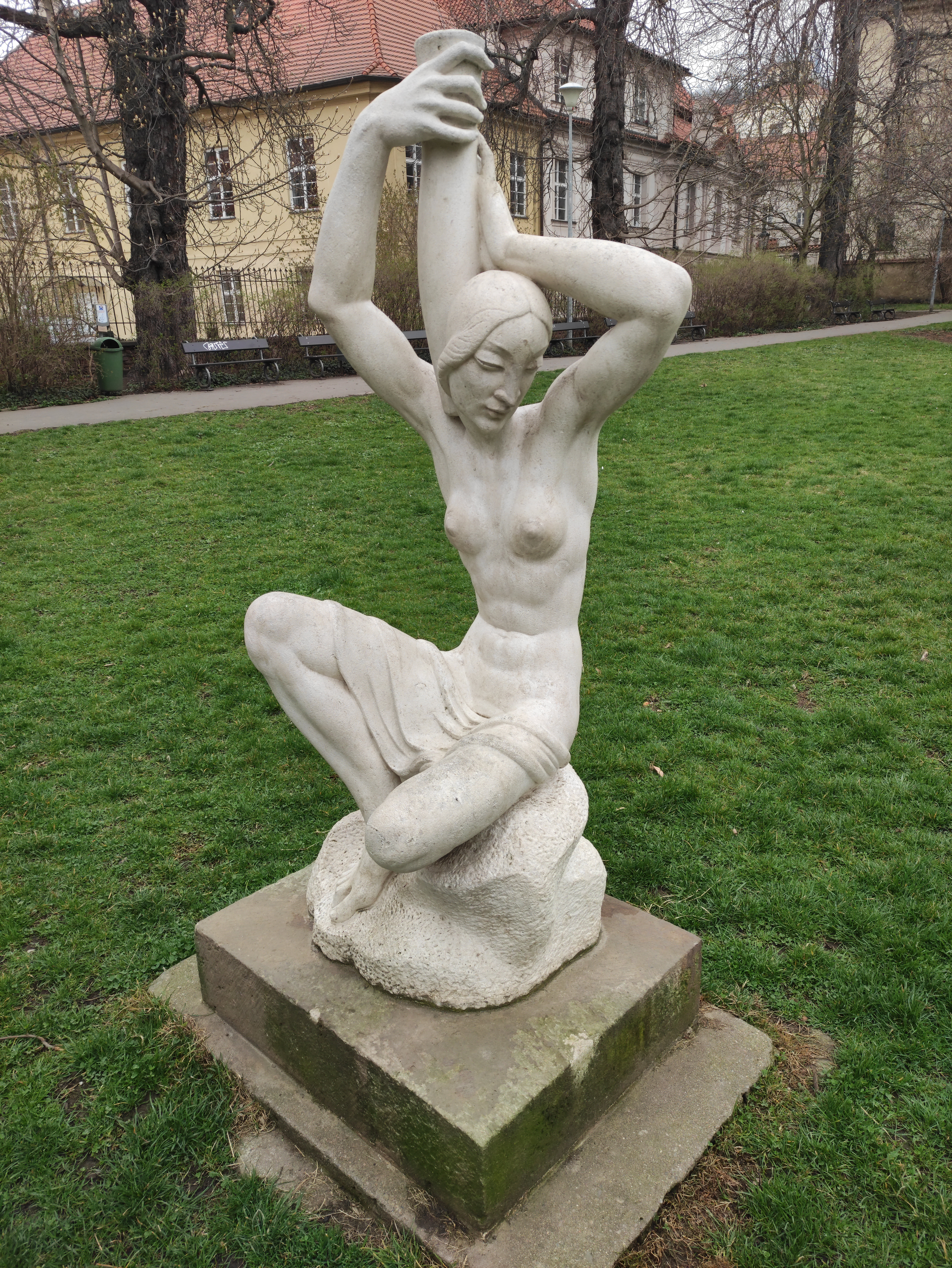
Dívka s amforou, Praha

- mříž s tepanými reliéfy exotických zvířat - sbírka Uměleckoprůmyslového muzea v Praze
- mříž v Baťově vile ve Zlíně (rekonstrukce Jan Kotěra, 1918)
- mříž ve vile architekta Františka Kavalíra Na Kavalírce v Praze 5 (1926)
- mříž a tři alegorické plastiky pro schodiště budovy Tabákové režie v Praze (1929)
- mříž arch. Františka Kavalíra se šesti alegorickými plastikami vstupních dveří vily Hřebenka čp. 107/39 v Praze na Smíchově
- figurální kompozice na mříži pro kapli s hrobem Jana Ámose Komenského v Naardenu, Nizozemí (1937)[10]

### Umělecké řemeslo
- Od roku 1912 se věnoval návrhům keramiky, skla, broží a hraček pro pražský Artěl. Pro Artěl navrhl v roce 1922 tzv. Pražský pohár u příležitosti vzniku tzv. Velké Prahy, realizovala jej sklářská firma Johann Oertel & Co. z Nového Boru.
- Pro firmu J. & L. Lobmeyr's Neffe Stefana Ratha z Kamenického Šenova (pobočky vídeňské firmy J. & L. Lobmeyr) navrhl čtyři skleněné broušené poháry, které patří k nejpozoruhodnějším příspěvkům českého sklářství 20. let 20. století. Jde o poháry Bakchus / též název Víno (1920–1921), Kanaan, země blahobytu a plodů / též název Podzim nebo Bohatství přírody (1922), Tanec (1923), Tři bohyně / též název Paridův soud (1924)[11]. Tyto poháry byly oceněny Grand Prix v kategorii skla na Mezinárodní výstavě dekorativních umění v Paříži v roce 1925.
- Pro československý pavilon tamtéž navrhoval s Pavlem Janákem lustry, které po skončení výstavy Československý stát věnoval Mezinárodní organizaci práce v Ženevě pro interiéry jejich nově budovaného ředitelství (dnes sídlo Mezinárodní obchodní organizace). V roce 1937 realizoval obří skleněný reliéf na téma Země a lidé, původně navržený pro Palác národů v Ženevě, který nikdy nebyl do Ženevy doručen a dnes je ve sbírkách Uměleckoprůmyslového musea v Praze.
- Pro organizaci Sokol navrhl skleněný pohár s postavou sokolníka pro delegaci jugoslávské sokolské župy na Všesokolském sletu v roce 1920. V roce 1932 navrhl medaili pro Závody československé obce sokolské, která se používala pro ocenění Sokola až do začátku druhé světové války. V roce 1948 navrhl pamětní medaili XI. všesokolského sletu v Praze. V roce 1933 navrhl plaketu lyžařských přeborů Slávie.

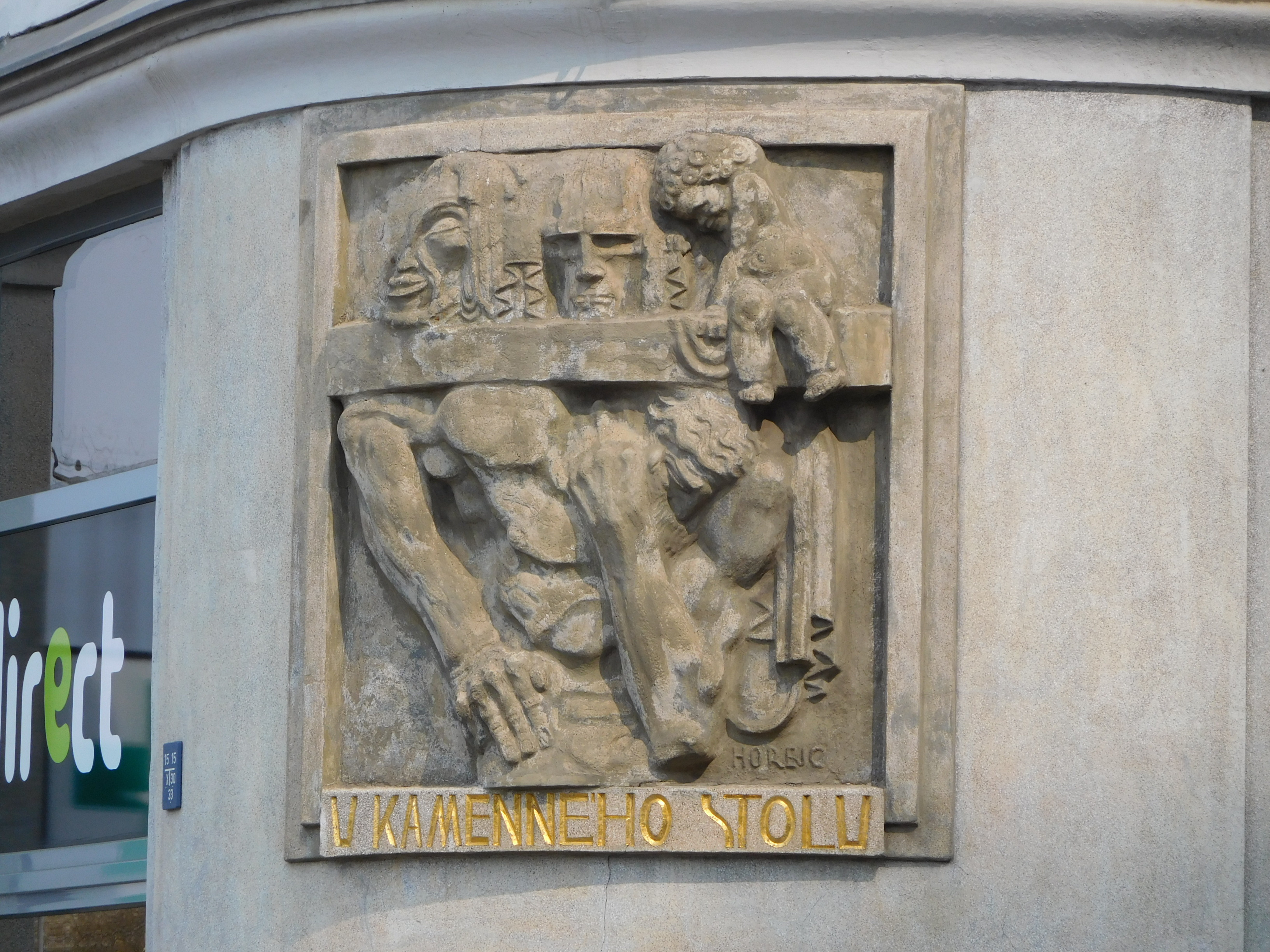
Domovní znamení U Kamenného Stolu

### Jiné
- Navrhoval pamětní medaile a mince: desetikoruna (1928–1933), dvacetikoruna (1933–1934)
- Navrhl stříbrné brože pro pařížskou výstavu Arts décoratifs (1925), celkem devět jich bylo realizováno ve stříbře a v tombaku Artělem a prodáváno jak ve Francii, tak v Družstevní práci v Praze a v Brně, vlastnoručně tepaná stříbrná brož s tanečnicí z roku 1924 byla určena pro tanečnici Annu Čekanovou[12]
- V roce 1930 navrhl zednářské klenoty činovníků pražské zednářské lóže Sibi et Posteris, také zednářské medaile
- Je autorem návrhu figury Golema z filmu Císařův pekař - Pekařův císař z roku 1952
- S Jaroslavem Křičkou spolupracoval jako výtvarník na tanečním představení Anky Čekanové (1928) pro Komorní divadlo v Praze[13]
- Dívka s amforou je socha v Nosticově zahradě v Praze

Dílo Jaroslava Horejce je zastoupeno ve sbírkách Uměleckoprůmyslového musea v Praze, Národního muzea, Galerie hl. m. Prahy, Moravské galerie v Brně, muzea keramiky v Bechyni, MAK - Rakouského muzea pro užité / současné umění ve Vídni, Metropolitního muzea umění v New Yorku, Muzea dekorativních umění v Paříži, Musea skla v Corningu v USA, ve sbírce Tomáše Hejtmánka a dalších.

## Výstavy
- 1934 100 kreseb Jaroslava Horejce, Krásná jizba Družstevní práce, Praha
- 1971 Jaroslav Horejc: Výběr z díla, k 85. narozeninám, autorka Jana Horneková, Uměleckoprůmyslové muzeum, Praha
- 1976–1977 Jaroslav Horejc: Sochařské dílo, Staroměstská radnice, Praha
- 1982 Jaroslav Horejc: Výběr z kreseb, Malá galerie sbírky moderního sochařství, Praha–Zbraslav
- 2015 Jaroslav Horejc: Ve znamení Merkura, Galerie výtvarného umění v Náchodě, Kabinet kresby, grafiky a fotografie, Náchod
- 2015–2016 Jaroslav Horejc 1886–1983 (Nejen sochař), Arthouse Hejtmánek, Praha
- 2016–2017 Jaroslav Horejc: Mistr českého Art deca, Galerie hlavního města Prahy - Dům U Kamenného zvonu